# Phthalid
Phthalid ist eine Chemikalie, die sowohl synthetisch hergestellt wird als auch als sekundärer Pflanzenstoff vorkommt. Die Phthalidderivate 3-Butylphthalid und Sedanolid kommen beispielsweise in Sellerie und Liebstöckel vor.

## Gewinnung und Darstellung
Phthalid kann durch Reaktion von Phthalimid mit Natriumhydroxid mit einer Beimischung von Zink sowie Kupfersulfat und anschließender Reaktion des Zwischenproduktes mit Chlorwasserstoff gewonnen werden.
Allgemein können Phthalide aus 2-Formyl-arylketonen in Dimethylsulfoxid (DMSO) entweder durch eine Cannizarro-Tischtschenko-Reaktion unter nukleophiler Katalyse (NaCN) oder unter photochemischen Bedingungen gewonnen werden.

## Verwendung
Phthalid ist ein Grundstoff für viele andere Synthesen, z. B. von Kresoxim-methyl und Picoxystrobin. 2013 wurde erstmals die Nutzbarkeit von Phthalid in der Suzuki-Kupplung nachgewiesen.

### Derivate

Phenolphthalein
Tetrachlorphthalid (Rabcide)
Butylphthalid